# サラトフ航空703便墜落事故
サラトフ航空703便墜落事故（サラトフこうくう703びんついらくじこ）は、2018年2月11日にドモジェドヴォ空港発オルスク空港行きの国内旅客便サラトフ航空703便（機材：An-148-100B）が離陸直後に墜落した事故である。
乗客65人と乗員6人の全員が死亡した。本件はラミア航空2933便墜落事故（2016年11月28日）以来の大型ジェット旅客機による旅客の死亡事故である。

## 機体
事故機はAn-148-100Bであり、機体記号はRA-61704、製造番号は27015040004であった。エンジンはイーウチェンコ・プロフレース D-436を2基搭載していた。2010年5月に初飛行を行い、1か月後の6月23日にロシア航空へ納入された。事故機はこの事故以前にも軽微な事故を2件起こしていた。2013年7月28日には飛行中にサージが発生してエンジンが1基停止し、2013年8月23日には離陸時に前輪に不具合が生じた。事故機は2017年2月8日からサラトフ航空にリースされていた。

## 事故の経過

703便の高度と速度

703便の飛行経路

703便はドモジェドヴォ空港（モスクワ）からカザフスタン国境に近いオレンブルク州のオルスク空港を結ぶ国内定期旅客便であり、地域航空会社のサラトフ航空によって運航されていた。703便の出発予定時刻は14時であり、実際には14時22分に離陸した。
離陸から数分後、事故機は墜落の直前に高度5,900フィート (1,800 m)、対気速度320ノット (590 km/h)に達した。その後急速に高度を落とし、高度3,000フィート (910 m)付近でレーダーから消えた。
事故機はドモジェドヴォ空港を離陸してから6分後の現地時間14時27分(11時27分UTC)にモスクワ州ラメンスキー地区のアルグノヴォ村とステパノフスコエ村の近くに墜落した。調査関係者によれば、墜落の数分前に操縦士が管制官に故障のためジュコーフスキー空港に緊急着陸する旨伝えていたという。しかしこれはその後調査委員会により否定された。目撃情報では事故機は炎上しながら地面に落下した。墜落の様子は近くの家の監視カメラがとらえており、映像では事故機は地表に激突した直後に爆発炎上した。
ロシアの検察当局は航空安全規則違反の容疑で刑事捜査を開始した。それによるとサラトフ航空は2005年に国際線運航を禁止されており、2016年の政策変更で該当業務を再開していた。ロシアの連邦運輸監督庁によれば、事故機の調査過程において、サラトフ航空にて変速機の潤滑油交換やエアスターターのフィルター洗浄について規則違反があったことが判明している。

## 乗客乗員
搭乗名簿によれば703便には乗客65人と乗員6人が搭乗していた。乗客の殆どはオレンブルク州の住民である。ロシア非常事態省によれば乗客はほぼ全員がロシア国籍であり、他にアゼルバイジャン人とスイス人が1名ずつ乗っていた。この事故で搭乗者全員が死亡した。救助隊が現場に到着したのは墜落の2時間半後だった。
事故機の機長は51歳であり、総飛行時間5,000時間のうち2,800時間がAn-148だった。副操縦士は35歳だった。
| 国籍             | 乗客 | 乗員 | 合計 |
| ---------------- | ---- | ---- | ---- |
| ロシア           | 63   | 6    | 69   |
| アゼルバイジャン | 1    | 0    | 1    |
| スイス           | 1    | 0    | 1    |
| 合計             | 65   | 6    | 71   |

## 調査

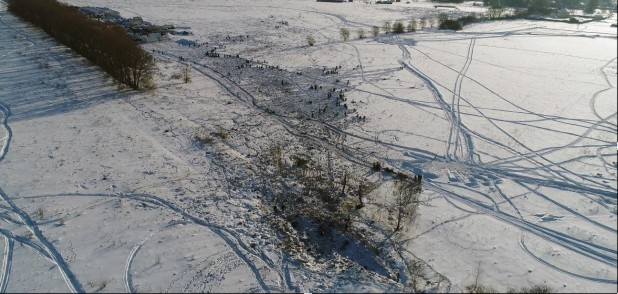
墜落現場

ロシアの国家間航空委員会が事故調査を開始し、ロシア連邦のウラジーミル・プーチン大統領も事故調査特別委員会を設置した。調査開始当初、ロシア運輸省は想定される事故原因として主に気象条件と人的要因の2説を挙げたが、その後の報告によれば墜落現場付近の気象条件は平常だった。
703便の残骸は広範囲に散らばっていた。調査官によれば事故現場は半径およそ1kmに及んでおり、事故機が墜落前に空中分解した可能性があるという。目撃談では事故機が降下中に燃えていたことから、調査官の一部は爆破説を指摘した。 ブラックボックスは2つとも2月12日に発見された。
サラトフ航空の事故機に関する書類は定型的な捜査の一環として押収された。この事故によりロシア非常事態省は全てのAn-148を一時的に飛行停止とすべきか検討した。モスクワのドモジェドヴォ空港の職員も事情聴取を受けた。
ロシアの報道機関RNSによると、703便の機長は出発前の除氷作業を断っていた。METARの気象報告によれば、11:00時点の天候はにわか雪でドモジェドヴォ空港の気温は氷点下5度(-5℃)だった。
国家間航空委員会の2月13日付報告によれば、FDRデータの初期解析結果から、3基搭載されたピトー管の除氷装置が全て切られており、3個ある速度計の表示が不整合を起こしていたことが判明した。1つは増速を示し、1つは減速を示し、残る1つは速度0を示していたという。その状況で自動操縦が解除されて手動操縦となり、以後同機は機首を約30°下げて急降下を始め、その姿勢のまま墜落5秒前に右に25°バンクして地表に激突した。以上より除氷装置の起動し忘れによるピトー管の結氷が事故原因として浮上した。
2019年6月27日、国家間航空委員会は事故原因はパイロットエラーであると述べた。着氷により3基全てのピトー管が閉塞され、誤った対気速度が飛行計器に表示された。そのため、パイロットは誤った対気速度に基づき機体を急降下させた。

## 事故後の対応
事故対策本部がオルスク空港に設置され、犠牲者の遺族らが集められた。オレンブルク州政府により2月12日は服喪の日とされた。ロシア労働・社会保護大臣のマクシム・トピリンによると犠牲者の遺族には各々200万ルーブル（約35,000米ドル）が支給される。プーチン大統領は本事故を受けてソチで予定されていた休暇を取り止めた。政府発表によれば大統領は自身が設置した特別委員会と以後連携するという。
2月12日、サラトフ航空は自社が保有するAn-148全機とオルスク行全便の運航を中止した。